# Ali-Oli, vendedor oriental
Ali-Oli, vendedor oriental es una serie de historietas creada por Manuel Vázquez, pero con muchas entregas apócrifas, publicada en varios semanarios de Bruguera a partir de 1968.

## Trayectoria editorial
Vázquez creó Ali-Oli, vendedor oriental para "Tío Vivo" en 1968. La mayoría de las historietas eran de dos páginas, pero en los almanaques aparecieron historietas de 4 a 9 páginas. Una de ellas, El gran sabotaje (Almanaque para 1970 de Tío Vivo) toma elementos del inicio de La estrella misteriosa (1942) de Hergé.
También apareció en "Super Mortadelo" (1972) y "Super Pulgarcito".

## Argumento
Ali-Oli es un tipo canijo, que por lo demás responde a los estereotipos del mercader árabe: Narigón, barbudo y con turbante. Se desplaza en una alfombra voladora estafando a los incautos.

## Valoración
Al igual que otras series de finales de los sesenta de Vázquez, La banda del barón, asuntos de precisión y Los casos del inspector O'Jal, hubiera podido convertirse en una gran serie, de no ser por su carácter efímero. En cualquier caso, las tres muestran la modernización del estilo de su autor.